# La Leonesa
La Leonesa is een plaats in het Argentijnse bestuurlijke gebied Bermejo in de provincie Chaco. De plaats telt 10.067 inwoners.